# Ravnokrilci
Ravnokrilci (Orthoptera) red su srednje velikih do velikih kukaca kojima dugačke i snažne stražnje noge služe za skakanje. Prednja su im krila obično uska a pri mirovanju položena na zadak poput krova. Stražnja krila povećana su analnom lepezom i za mirovanja složena po duljini ispod prednjih krila. Većina ravnokrilaca slabi su letači, a dobro lete samo migratorne šaške.

## Izgled
Glava im je velika, ticala kraća ili dugačka s mnogo jednakih članaka. 
Mužjaci obično imaju stridulacijske organe kojim se glasaju za toplih ljetnih večeri. Vrste se razlikuju i prema "pjesmama". Za slušanje imaju timpanalne organe na različitim mjestima na tijelu. Ženke obično imaju leglicu.

## Prehrana
Gotovo svi ravnokrilci drže se tla, gdje se djelomično hrane biljkama, a djelomično su grabežljivci i love druge kukce.

## Ličinke
Ženke nesu jaja u tlo ili na biljke. Ličinke nalikuju odraslima (jedino nemaju krila) a u nekih vrsta su drukčijih boja. Razvijaju se nepotpunom preobrazbom a brzina razvoja u mnogih vrsta ovisi o dostupnosti hrane i vremenskim prilikama.

## Poznatije porodice
Poznato je preko 20 000 vrsta, najviše ih živi u tropskim krajevima.
- Iz podreda Ensifera u Hrvatskoj žive porodice: konjici (Tettigoniidae), šturci (Gryllidae), rovci (Gryllotalpidae), Rhaphidophoridae, Bradyporidae.
- Iz podreda šaške (Caelifera) u Hrvatskoj žive porodice:  prave šaške (Acrididae), Pyrgomorphidae, Tridactylidae, Tetrigidae.[1]

## Podredovi i porodice
- A) Infrared †Elcanidea
  - Nadporodica †Elcanoidea Handlirsch, 1906
    - Porodica †Elcanidae Handlirsch, 1906
      - Potporodica †Archelcaninae Gorochov, Jarzembowski & Coram, 2006
      - Potporodica †Elcaninae Handlirsch, 1906
      - Rod †Burmelcana Penalver & Grimaldi, 2010
      - Rod †Longioculus Poinar, Gorochov & Buckley, 2007

    - Porodica †Permelcanidae Sharov, 1962
      - Potporodica †Meselcaninae Gorochov, 1989
      - Potporodica †Permelcaninae Sharov, 1962

    - Rod †Acridiites Heer, 1865
    - Rod †Acridomima Handlirsch, 1906

  - Nadporodica †Permoraphidioidea Tillyard, 1932
    - Porodica †Permoraphidiidae Tillyard, 1932
      - Rod †Permoraphidia Tillyard, 1932

    - Porodica †Pseudelcanidae Gorochov, 1987
      - Rod †Pseudelcana Gorochov, 1987

    - Porodica †Thueringoedischiidae Zessin, 1997
      - Rod †Hymenelcana Gorochov, 2004
      - Rod †Permoedischia Kukalova, 1955
      - Rod †Thueringoedischia Zessin, 1997
- B) Infrared †Oedischiidea
  - Nadporodica †Oedischioidea Handlirsch, 1906
    - Porodica †Anelcanidae Carpenter, 1986
      - Rod †Anelcana Carpenter, 1986
      - Rod †Petrelcana Carpenter, 1966

    - Porodica †Bintoniellidae Handlirsch, 1937
      - Potporodica †Bintoniellinae Handlirsch, 1937
      - Potporodica †Oshiellinae Gorochov, 1987
      - Potporodica †Proshiellinae Gorochov, 1989

    - Porodica †Mesoedischiidae Gorochov, 1987
      - Rod †Mesoedischia Sharov, 1968
      - Rod †Sonoedischia Gorochov, 2005

    - Porodica †Oedischiidae Handlirsch, 1906
      - Potporodica †Elcanoedischiinae Gorochov, 1987
      - Potporodica †Mezenoedischiinae Gorochov, 1987
      - Potporodica †Oedischiinae Handlirsch, 1906
      - Rod †Afroedischia Geertsema & van Dijk, 1999
      - Rod †Iasvia Zalessky, 1934
      - Rod †Nobloedischia Beckemeyer, 2011
      - Rod †Plesioidischia Schlechtendal, 1913
      - Rod †Rimnosentomon Zalessky, 1955

    - Porodica †Proparagryllacrididae Riek, 1956
      - Potporodica †Ademirsoyinae Özdikmen, 2008
      - Potporodica †Madygeniinae Gorochov, 1987
      - Potporodica †Oedischimiminae Gorochov, 1987
      - Potporodica †Proparagryllacridinae Riek, 1956

    - Porodica †Pruvostitidae Zalessky, 1929
      - Potporodica †Kamiinae Sharov, 1968
      - Potporodica †Kargalariinae Gorochov, 1995
      - Potporodica †Maculoedischiinae Gorochov, 1987
      - Potporodica †Pruvostitinae Zalessky, 1929
      - Potporodica †Sylvoedischiinae Gorochov, 1987
      - Potporodica †Tettavinae Sharov, 1968

    - Rod †Crinoedischia Béthoux & Beckemeyer, 2007
    - Rod †Loxoedischia Beckemeyer, 2011

  - Nadporodica †Triassomantoidea Tillyard, 1922
    - Porodica †Adumbratomorphidae Gorochov, 1987
      - Rod †Adumbratomorpha Gorochov, 1987

    - Porodica †Triassomantidae Tillyard, 1922
      - Rod †Triassomantis Tillyard, 1922

  - Nadporodica †Xenopteroidea Riek, 1955
    - Porodica †Xenopteridae Riek, 1955
      - Potporodica †Axenopterinae Gorochov, 2005
      - Potporodica †Ferganopterinae Gorochov, 1989
      - Potporodica †Xenopterinae Riek, 1955
- C) Infrared Tettigoniidea
  - Nadporodica Hagloidea Handlirsch, 1906
    - Porodica †Eospilopteronidae Cockerell, 1916
    - Porodica †Haglidae Handlirsch, 1906
    - Porodica †Hagloedischiidae Gorochov, 1986
    - Porodica †Prezottophlebiidae Martins-Neto, 2007
    - Porodica Prophalangopsidae Kirby, 1906
    - Porodica †Tuphellidae Gorochov, 1988
    - Rod †Tasgorosailus Gorochov, 1990
    - Rod †Tzetzenulia Gorochov, 1990

  - Nadporodica †Phasmomimoidea Sharov, 1968
    - Porodica †Phasmomimidae Sharov, 1968
      - Potporodica †Kolymopterinae Gorochov, 1988
      - Potporodica †Phasmomiminae Sharov, 1968
      - Potporodica †Phasmomimoidinae Gorochov, 1988
      - Potporodica †Susumaniinae Gorochov, 1988

  - Nadporodica Stenopelmatoidea Burmeister, 1838
    - Porodica Anostostomatidae Saussure, 1859
      - Potporodica Anabropsinae Rentz & Weissman, 1973
      - Potporodica Anostostomatinae Saussure, 1859
      - Potporodica Cratomelinae Brunner von Wattenwyl, 1888
      - Potporodica Deinacridinae Karny, 1932
      - Potporodica †Euclydesinae Martins-Neto, 2007
      - Potporodica Leiomelinae Gorochov, 2001
      - Potporodica Lutosinae Gorochov, 1988
      - Pleme Glaphyrosomatini Rentz & Weissman, 1973
      - Rod Aistus Brunner von Wattenwyl, 1888
      - Rod Anisoura Ander, 1932
      - Rod Coccinellomima Karny, 1932
      - Rod Dolichochaeta Philippi, 1863
      - Rod Gryllacropsis Brunner von Wattenwyl, 1888
      - Rod Hemiandrus Ander, 1938
      - Rod Hypocophoides Karny, 1930
      - Rod Hypocophus Brunner von Wattenwyl, 1888
      - Rod Transaevum Johns, 1997

    - Porodica Cooloolidae Rentz, 1980
      - Potporodica Cooloolinae Rentz, 1980

    - Porodica Gryllacrididae Blanchard, 1845
      - Potporodica Gryllacridinae Blanchard, 1845
      - Potporodica Lezininae Karny, 1932
      - Rod †Pseudogryllacris Handlirsch, 1906

    - Porodica Stenopelmatidae Burmeister, 1838
      - Potporodica Oryctopinae Kevan, 1986
      - Potporodica Siinae Gorochov, 1988
      - Potporodica Stenopelmatinae Burmeister, 1838
      - Potporodica †Zeuneropterinae Kevan & Wighton, 1983

  - Nadporodica Tettigonioidea Krauss, 1902
    - Porodica †Haglotettigoniidae Gorochov, 1988
      - Rod †Haglotettigonia Gorochov, 1988

    - Porodica Phaneropteridae Burmeister, 1838
      - skupina Potporodica Pseudophyllidae Burmeister, 1838
        - Potporodica Pleminiinae Brunner von Wattenwyl, 1895
          - Pleme Aphractini Brunner von Wattenwyl, 1895
          - Pleme Cocconotini Brunner von Wattenwyl, 1895
          - Pleme Eucocconotini Beier, 1960
          - Pleme Homalaspidiini Otte, 1997
          - Pleme Ischnomelini Beier, 1960
          - Pleme Leptotettigini Beier, 1960
          - Pleme Platyphyllini Brunner von Wattenwyl, 1895
          - Pleme Pleminiini Brunner von Wattenwyl, 1895
          - Pleme Pterophyllini Karny, 1925
          - Pleme Teleutiini Beier, 1960

        - Potporodica Polyancistrinae Brunner von Wattenwyl, 1895
          - Rod Camposiella Hebard, 1924
          - Rod Polyancistroides Rehn, 1901
          - Rod Polyancistrus Serville, 1831
          - Rod Sagephorus Redtenbacher, 1895
          - Rod Spelaeala Rehn, 1943
          - Rod Spinapecta Naskrecki & Lopes-Andrade, 2005

        - Potporodica Pseudophyllinae Burmeister, 1838
          - Pleme Aspidonotini Brunner von Wattenwyl, 1895
          - Pleme Callimenellini Gorochov, 1990
          - Pleme Cymatomerini Brunner von Wattenwyl, 1895
          - Pleme Pantecphylini Brunner von Wattenwyl, 1895
          - Pleme Phrictini Bolívar, 1903
          - Pleme Phyllomimini Brunner von Wattenwyl, 1895
          - Pleme Pseudophyllini Burmeister, 1838
          - Pleme †Archepseudophylla Nel, Prokop & Ross, 2008
          - Pleme Narea Walker, 1870

        - Potporodica Pterochrozinae Walker, 1871
          - Rod Anommatoptera Vignon, 1923
          - Rod Asbolomma Beier, 1962
          - Rod Celidophylla Saussure & Pictet, 1898
          - Rod Cycloptera Serville, 1838
          - Rod Mimetica Pictet, 1888
          - Rod Ommatoptera Pictet, 1888
          - Rod Paracycloptera Vignon, 1926
          - Rod Porphyromma Redtenbacher, 1895
          - Rod Pterochroza Serville, 1831
          - Rod Rhodopteryx Pictet, 1888
          - Rod Roxelana Kirby, 1906
          - Rod Tanusia Stål, 1874
          - Rod Tanusiella Enderlein, 1917
          - Rod Typophyllum Serville, 1838

        - Potporodica Simoderinae Brunner von Wattenwyl, 1895
          - Rod Chloracantha Hebard, 1922
          - Rod Lonchitophyllum Brunner von Wattenwyl, 1895
          - Rod Mastigaphoides Weidner, 1965
          - Rod Mastighapha Karsch, 1891
          - Rod Parasimodera Carl, 1914
          - Rod Phyrama Karsch, 1889
          - Rod Simodera Karsch, 1891
          - Rod Wattenwyliella Carl, 1914

      - Potporodica Mecopodinae Walker, 1871
      - Potporodica Phaneropterinae Burmeister, 1838
      - Potporodica Phyllophorinae Stål, 1874

    - Porodica Tettigoniidae Krauss, 1902
      - Potporodica Acridoxeninae Zeuner, 1936
      - Potporodica Austrosaginae Rentz, 1993
      - Potporodica Bradyporinae Burmeister, 1838
      - Potporodica Conocephalinae Burmeister, 1838
      - Potporodica Hetrodinae Brunner von Wattenwyl, 1878
      - Potporodica Hexacentrinae Karny, 1925
      - Potporodica Lipotactinae Ingrisch, 1995
      - Potporodica Listroscelidinae Redtenbacher, 1891
      - Potporodica Meconematinae Burmeister, 1838
      - Potporodica Microtettigoniinae Rentz, 1979
      - Potporodica Phasmodinae Caudell, 1912
      - Potporodica †Pseudotettigoniinae Sharov, 1962
      - Potporodica Saginae Brunner von Wattenwyl, 1878
      - Potporodica Tettigoniinae Krauss, 1902
      - Potporodica Tympanophorinae Brunner von Wattenwyl, 1893
      - Potporodica Zaprochilinae Handlirsch, 1925
      - Rod †Locustites Heer, 1849
      - Rod †Protempusa Piton, 1940
      - Rod †Prototettix Giebel, 1856

  - Rod †Tettoraptor Gorochov, 2012
- D) Nadporodica †Gryllavoidea Gorochov, 1986
  - Porodica †Gryllavidae Gorochov, 1986
- E) Nadporodica Grylloidea Laicharting, 1781
  - Porodica †Baissogryllidae Gorochov, 1985
  - Porodica Gryllidae Laicharting, 1781
  - Porodica Gryllotalpidae Leach, 1815
  - Porodica Mogoplistidae Brunner von Wattenwyl, 1873
  - Porodica Myrmecophilidae Saussure, 1874
  - Porodica †Protogryllidae Zeuner, 1937
- F) Nadporodica Rhaphidophoroidea Walker, 1869
  - Porodica Rhaphidophoridae Walker, 1869
- G) Nadporodica Schizodactyloidea Blanchard, 1845
  - Porodica Schizodactylidae Blanchard, 1845
- H) Porodica †Raphoglidae Béthoux, Nel, Lapeyrie, Gand & Galtier, 2002
  - Rod †Raphogla Béthoux, Nel, Lapeyrie, Gand & Galtier, 2002
- I) Porodica †Vitimiidae Sharov, 1968
  - Rod †Deinovitimia Gorochov, 1989
  - Rod †Vitimia Sharov, 1968

## Vanjske poveznice
|  | Zajednički poslužitelj ima još gradiva o temi Ravnokrilci |
|  | Wikivrste imaju podatke o taksonu Orthoptera              |